# Coacció a un jurat
Coacció a un jurat (títol original: The Juror) és una pel·lícula estatunidenca dirigida per Brian Gibson, estrenada el 1996 i doblada al català.

## Argument
Annie Laird és una artista que educa sola el seu fill, Oliver. La rutina de la seva vida és sobtadament trastornada quan és designada com a jurat del procés del cap Louie Boffano. En el transcurs d'una trobada amb el "Professor", un home tan perillós com seductor, Annie descobreix el malson en el que és d'ara endavant submergida: si Boffano és condemnat, Oliver ho pagarà amb la seva vida. Vigilada gràcies a un equip ultrasofisticat, no té altra tria que aconseguir l'impossible: influenciar el jurat per tal de fer absoldre Boffano....

## Observacions
Poc apreciada per la crítica, aquesta pel·lícula va ser premiada el 1997 amb un Premi Razzie a la pitjor actriu per a Demi Moore (al mateix temps que per a Striptease (1996)).

## Repartiment
- Demi Moore: Annie Laird
- Alec Baldwin: Professor
- Joseph Gordon-Levitt: Oliver Laird
- Anne Heche: Juliet
- James Gandolfini: Eddie
- Lindsay Crouse: Tallow
- Tony Lo Bianco: Louie Boffano
- Michael Constantine: jutge Weitzel
- Matt Craven: Boone